# Гончаров, Максим Александрович
Максим Александрович Гончаров (15 июня 1989 года, Москва, СССР) — российский хоккеист.

## Карьера

### Клубная
В 2006 году дебютировал в Суперлиге за ХК ЦСКА. Гончаров был выбран под общим 123-м номером на драфте НХЛ 2007 года командой «Финикс Койотис». В 2010 году Максим подписал контракт с «Койотис». Так и не сыграв за «Финикс» Гончаров был отправлен в фарм-клуб команды «Сан-Антонио Рэмпэйдж». В следующем сезоне его снова отправили выступать в клуб АХЛ за «Портленд Пайретс». В начале 2012 года «Финикс Койотис» вызвал Гончарова из фарм-клуба. 28 апреля 2021 года стал обладателем кубка Гагарина в составе «Авангарда».
10 ноября 2023 года завершил карьеру.

### Международная
В составе юниорской сборной России участвовал на чемпионате мира 2007 в Финляндии, где отыграл все семь матчей и завоевал золотую медаль. Также он выступал на чемпионате мира среди молодёжных команд 2009, где сборная России выиграла бронзовые медали.
Игрок сборной России (2008).

## Статистика
| Легенда | Легенда                    | Легенда | Легенда                   | Легенда | Легенда    |
| ------- | -------------------------- | ------- | ------------------------- | ------- | ---------- |
| И       | Количество проведённых игр | Штр     | Штрафное время            | +/−     | Плюс-минус |
| Г       | Голы                       | П       | Голевые передачи          | О       | Очки       |
| -       | Статистика неизвестна      | —       | Статистика не учитывалась |         |            |

### Клубная карьера
- a В этом сезоне в «Плей-офф» учитывается статистика игрока в Кубке Надежды.

## Международная
| Год   | Сборная         | Турнир      | Место  |    | И | Г | П | О  | Штр |
| ----- | --------------- | ----------- | ------ | -- | - | - | - | -- | --- |
| 2007  | Россия (юниор.) | ЮЧМ (до 18) | Золото | 7  | 0 | 0 | 0 | 6  |     |
| 2009  | Россия (мол.)   | МЧМ (до 20) | Бронза | 7  | 5 | 1 | 6 | 12 |     |
| Всего | Всего           | Всего       | Всего  | 14 | 5 | 1 | 6 | 18 |     |